# 隅田川物
隅田川物（すみだがわもの）とは、梅若伝承を題材とする人形浄瑠璃や歌舞伎などの作品の総称。世阿弥の息子である観世十郎元雅が室町時代に創作したとされる狂女物の能『隅田川』を原点とする。梅若伝承を題材とした文芸全般を指して使われることもある。

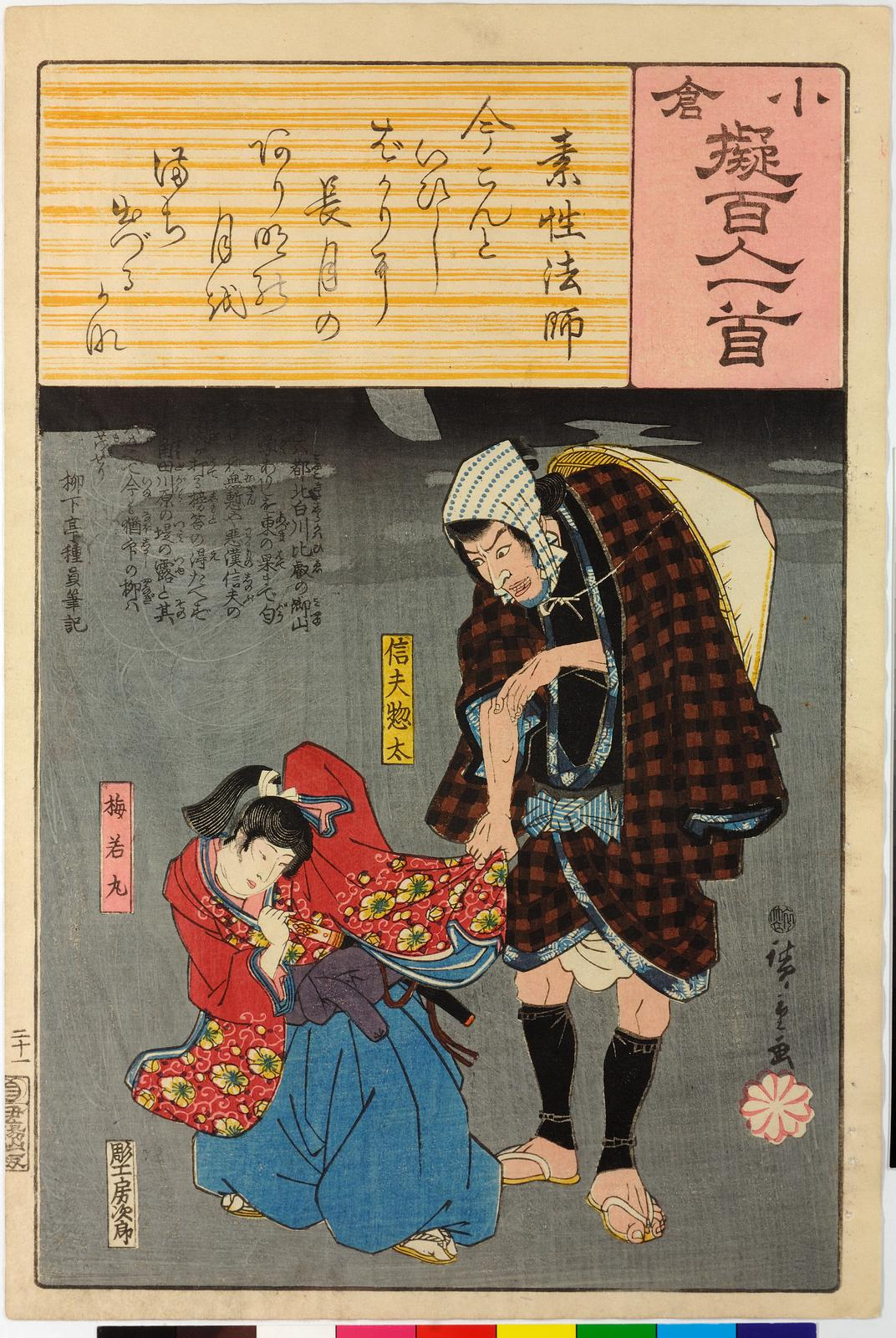
歌川広重「小倉擬百人一首　素性法師　信夫惣太・梅若丸」（『豊国国芳東錦絵』）

## 解説
元雅が生きた当時、人買いに子を拐かされ悲しみに暮れる母親の話は多くあったと思われ、元雅はそうした巷説に『伊勢物語』の業平東下りの物語をからませている。物狂能は少なくない作品があるが、その内ハッピーエンドに終わらないのは元雅の『隅田川』だけであり、本作は哀切な筋の運びが特異な、破格の作品であった。
世阿弥の能『班女』は『隅田川』と同じく狂女物で、吉田という姓、東下りという共通点があり、両作品は結び付けられ、室町時代から近世初期に『花子物語』という御伽草子が成立した。『花子物語』では梅若丸は北野天神の申し子とされ、内容は後の『梅若権現御縁起』や説経節に近い。『花子物語』では、母の花子は梅若丸の死後尼になり、後に入水するという展開になっている。
1656年の絵入り本『角田川物語』は、説経の正本を草子化したものと思われるが、若丸の父の名を「よしだの少将これさだ」とし、梅若丸の弟として松若を登場させ、父の死、その後の吉田家の没落、母と梅若丸の悲劇に加え、松若の御家再興が語られ、これ以降、隅田川物にお家騒動としての性格が加わり、母と梅若丸の悲劇だけでなく、そちらもフォーカスされるようになった。『角田川物語』の最後は「今にすみだ川にわ、梅若丸のしるしのあるときくこそ、一念後生は大事なりける。」となっており、「梅若丸のしるし」とは梅若丸の墓所のことで、木母寺にある「梅若塚」だと世に知られており、ここは名所となっていた。
『角田川物語』には姉妹編の絵入り本『花子もの狂ひ』があるが、内容は『班女』の翻案であり、父母の馴れ初めと梅若・松若の誕生までが描かれている。『角田川物語』の前哨譚として作れられたと思われる。
木母寺所蔵の絵巻『梅若権現御縁起』（1679年寄進）は、元雅の『隅田川』に拠りながら梅若塚の由来を説いている。父は吉田少将これふさ、母は花御せんとされ、子のない二人は日吉社に祈誓し神託によって山王権現の申し子梅若丸を授かる。梅若丸は天台宗の重要な寺である比叡山月林寺で修行し、東門院の稚児松若との稚児くらべから二寺の間で争いとなり、梅若丸は山を下りるが、そこを人買いの信夫（しのぶ）の藤太にさらわれ、苦難の旅の末に隅田川のほとりで死ぬ。梅若丸は衆生を利益するために仮に現世に生まれたとされ、死後山王権現に転生する。両親の馴れ初めは『班女』を基にしており、『隅田川』と『班女』の翻案となっている。
1720年に上演された近松門左衛門『双生隅田川（ふたごすみだがわ）』は，『角田川物語』を脚色したものといわれ、それまでの隅田川物の集大成とも評される。この作品は『隅田川』に加え、『班女』に見られる吉田少将とその愛人の花子（のちに班女と呼ばれる）の関係、二人を軸にした吉田家のお家騒動が描かれ、梅若・松若の兄弟、人買い惣太などが登場し、後に続く隅田川物の構成ができ上がった。隅田川物は能の狂女物の性格からしだいに離れ、お家物狂言として展開していった。
以降の隅田川物の主な登場人物としては、京の公家吉田家の息子梅若丸、それを探しついには物狂いとなってしまう母の班女（ただし作品によって名前が違う）、梅若丸をさらうが殺してしまう人買いの忍ぶの惣太。忍ぶの惣太は実は吉田家の元家臣で、それが主筋と知らずに梅若丸を殺してしまうというパターンが多い。また梅若丸の兄弟として松若丸も登場するが、班女の前や梅若丸よりもこの松若丸のほうが出番が多くなっている。他には吉田家の中間軍助など。
物語は、悪人たちに吉田家を乗っ取られ家族はいったん離散するが、やがては善人方の家臣たちの活躍によってお家再興を遂げる、というのが骨子となることが多い。
『隅田川』は成立以来、名曲・人気曲として上演されており、江戸時代の文芸世界への影響が大きかった。隅田川物に括られる作品は、説経、古浄瑠璃の語り物、仮名草子・浮世草子・読本などの小説、黄表紙・合巻などの草子物、往来物、浄瑠璃、歌舞伎などの演劇まで多岐に渡る。隅田川という江戸の地名によるためと思われるが、江戸の歌舞伎・狂言が圧倒的に多い。
主な作品に近松門左衛門の『双生隅田川』、奈河七五三助作の『隅田川続俤』、大南北の『桜姫東文章』や『隅田川花御所染』、河竹黙阿弥の『都鳥廓白浪』（忍の惣太）などがあり、今日では清元の舞踊『隅田川』がよく上演される。

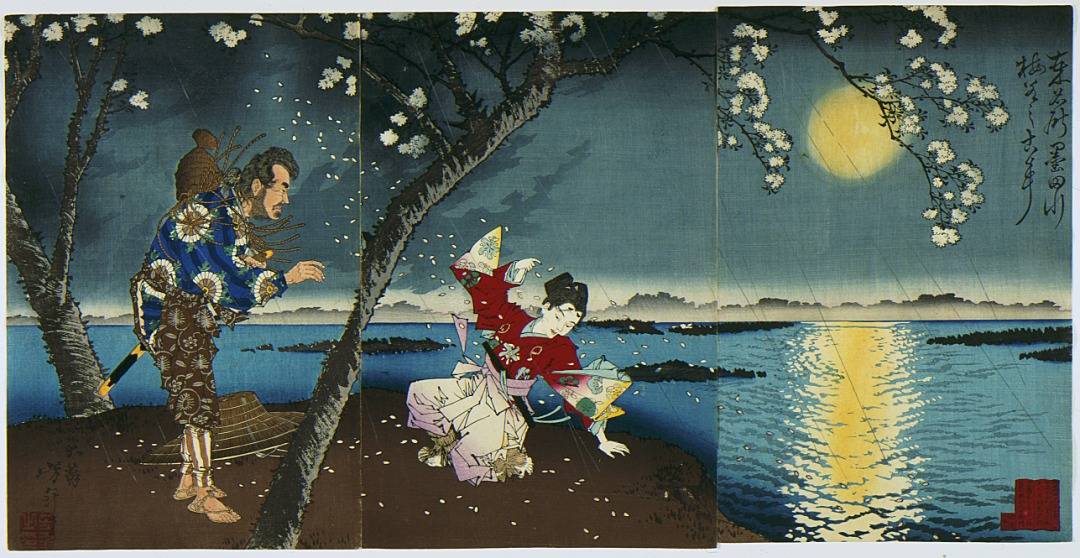
月岡芳年「東名所隅田川梅若之古事」1883年

## 梅若伝承
元雅の『隅田川』以前の梅若伝承の記録は確認されておらず、彼の創作であるという見方もあるが、能は既存の物語や伝承を基に作られることが多く、元雅の『弱法師』も俊徳丸の伝承を題材にしている事などから、彼の創作と断じるのは早計とする意見もある。権藤芳一は、梅若伝承は元雅の『隅田川』以後に発生、流布したとしている。
梅若伝承は、両親が神仏に祈願して申し子たる梅若丸を授かるが、梅若丸は信夫藤太に誘拐され、隅田川までの苦しい放浪の果てに亡くなり、神仏に転生する、という構成となっている。梅若伝承は隅田川の伝承として広まった。
木母寺だけでなく、埼玉県春日部市にも梅若塚が存在し、その由来を説く『武蔵国埼玉郡梅若塚略記』でも、梅若丸は山王権現として崇敬されたと記されている。梅若伝承は説経の台本が残されており、日吉社と比叡山延暦寺の山王信仰（天台神道）が明確に背後にあると考えられる。
神仏への祈願によって主人公が生まれ、苦難に満ちた放浪の末に死に、神仏に転生するという14世紀-17世紀初頭の「室町物語」と呼ばれる物語群の一つで、「室町物語」は、昔話や伝説、伝承、寺社の霊験譚等の民間伝承や、旅をしながらこれらを語り歩いた唱導師の語りを取り込んで成立したと考えられている。梅若伝承に類似の室町物語に、「愛護若」「おぐり」「俊徳丸」「梵天国」などがある。
中世小説『秋夜長物語』には稚児の少年梅若が登場するが、梅若伝承の梅若と同じく山王信仰を負うものであり、梅若伝承と山王信仰には密接な関わりがある。文学作品として見た場合、『秋夜長物語』と梅若伝承に直接的な影響関係は認めがたいが、二人の梅若は稚児であり、共に神の化身として仏の道に人を導くために生まれ、非業の死を遂げるという、神の流離・神の贖罪としての死というテーマを負っている。
山王信仰は、十禅師神（主に童子形・若い僧形で描かれた）による託宣の記事が東日本に多く残るが、こうした巫覡、商業活動に携わる神人（じにん。神社に従属する俗人で祭儀や雑事を務める。課役免除特権があり、行商の際に関所の自由通行が保証された）や唱導・猿楽などの広い意味での神人の活動、各地への日吉社の勧請という複数のルート・手段によって、東日本を中心に日本中に広まり、厚く信仰された。山王信仰に関する説経節に、貴種流離譚をモチーフとする本地物『隅田川』と『愛護若』があり、どちらも悲劇的な死を迎えた主人公の少年が山王権現であったと結び、聞く者の涙を誘うと共に、ラストに救済の光を見せるという説経節の典型的な形となっている。阪井芳貴は、秋夜長物語、梅若伝承、愛護若を同根のものとみている。
中世の日吉の神（山王権現）は、「一稚児二山王」といわれるように、稚児を本地、山王を垂迹とした童形の神として現れるようになっており、折口信夫は愛護若についての論考で、童形・稚児姿で現れることが水の信仰と関連すると指摘している。梅若伝承は、梅若丸が死の前に、しるしに柳（春日部では桜）を植えることを頼んだとされることや、関東から東北にかけて3月15日を忌日として農作業を休む習俗が広く分布しており、この日に降る雨を「梅若の涙雨」と呼んで問題視していたこと等、農耕や水の信仰に関連すると考えられている。三村昌義は、梅若という名と水の信仰との関わりは、「埋め若」との関連を考える必要があり、水の神を祀るために稚児が人身御供として供えられることがあり、その方法は小石に埋める「いしこづめ」で、そうして供えられた稚児が「ウメワカ」と称されたのではないかと分析している。

## 人買い藤太
人買いの名「藤太」は「炭焼藤太」の伝承を連想させる。阪井芳貴は、炭焼藤太は、金の商人で人買いもやり、源義経を奥州に伴ったとされる金売吉次の父ともいわれ、人買い藤太は元々流離する貴種（幼神）の庇護者、育み人の伝承の系譜にあり、中世以降に悲劇性が重視されたために、凶悪な人買いに反転したと考察している。幸若舞『信太』でも人買いが「藤太」の名で登場しており、「藤太」は人買いの名前として定着していった。